# Chlorure de nickel(II)
Le chlorure de nickel(II) (souvent nommé plus simplement chlorure de nickel) est un sel de nickel de formule chimique NiCl2. Sa forme anhydre est jaune-brune, mais on le rencontre plus fréquemment sous sa forme hexahydratée  NiCl2·6H2O qui est elle verte et on lui connait aussi une forme dihydrate. Il est très rarement présent dans la nature sous forme de minéral, la nickelbischofite. Le chlorure de nickel(II), sous ses différentes formes, est la plus importante source de nickel utilisée en synthèse chimique. Les sels de nickel sont cancérogènes et doivent être manipulés avec précaution. Ils sont également déliquescents, absorbant l'humidité de l'air pour former une solution.

## Structure et propriétés
Le chlorure de nickel(II) possède la même structure que le chlorure de cadmium (CdCl2) : dans cette structure, chaque centre Ni2+ est coordonné à six centres Cl−, chaque centre chlorure étant lié à trois centres nickel(II), ces liaisons ayant un caractère ionique. Cette structure diffère légèrement de celle des autres halogénures de nickel (NiBr2, NiI2) qui ont eux la même structure que CdI2, une structure similaire mais avec un autre type de groupement des ions halogénures.
Le NiCl2·6H2O quant à lui consiste en des molécules séparées de trans-[NiCl2(H2O)4] liées de façon plus faible à des molécules d'eau adjacentes, seulement quatre de six molécules étant liées au nickel, les autres étant de l'eau de cristallisation. La chlorure de cobalt(II) hexahydrate possède une structure similaire.
La plupart des composés du nickel(II) sont paramagnétiques, en raison de la présence de deux électrons non-appariés sur chaque centre métallique. Les complexes plan carré du nickel sont en revanche diamagnétiques.
Les solutions de chlorure de nickel(II) solutions sont acides, avec un pH proche de 4 dû à l'hydrolyse des ions Ni2+.

## Production et synthèse
La plus grande partie du chlorure de nickel(II) est produite par extraction  par l'acide chlorhydrique du nickel à partir de la matte et des résidus grillés du minerai d'où l'on extrait le nickel.
NiCl2·6H2O est rarement préparé en laboratoire du fait de son prix relativement bas et de sa grande durée de conservation. L'hydrate peut être converti en forme anhydre en le chauffant dans le chlorure de thionyle ou dans un flux de chlorure d'hydrogène gazeux, chauffer simplement l'hydrate n'étant pas suffisant pour obtenir la forme anhydre :
NiCl2·6H2O + 6 SOCl2 → NiCl2 + 6 SO2  +  12 HCl
Cette déshydratation est accompagnée d'un changement de couleur, du vert au jaune.

## Applications

### Chimie de coordination
La plupart des réactions du « chlorure de nickel » impliquent en réalité sa forme hexahydrate, à l’exception de certaines réactions spéciales nécessitant la forme anhydre.
Les réactions à partir de NiCl2·6H2O peuvent être utilisées pour former divers complexes du nickel car les ligands eau sont rapidement remplacés par des ligands ammoniac, amines, thioéthers, thiolates et organophosphines. Dans certains dérivés, le chlorure reste dans la sphère de coordination, mais il peut être remplacé par des ligands fortement basiques. Le tableau ci-dessous présente des exemples de complexes du nickel II obtenus à partir du chlorure de nickel.
| Complexe      | Couleur     | Magnétisme     | Géométrie    |
| ------------- | ----------- | -------------- | ------------ |
| [Ni(NH3)6]Cl2 | bleu/violet | paramagnétique | octaédrique  |
| [Ni(en)3]2+   | violet      | paramagnétique | octaédrique  |
| NiCl2(dppe)   | orange      | diamagnétique  | carré plan   |
| [Ni(CN)4]2−   | incolore    | diamagnétique  | carré plan   |
| [NiCl4]2−,    | bleu        | paramagnétique | tétraédrique |

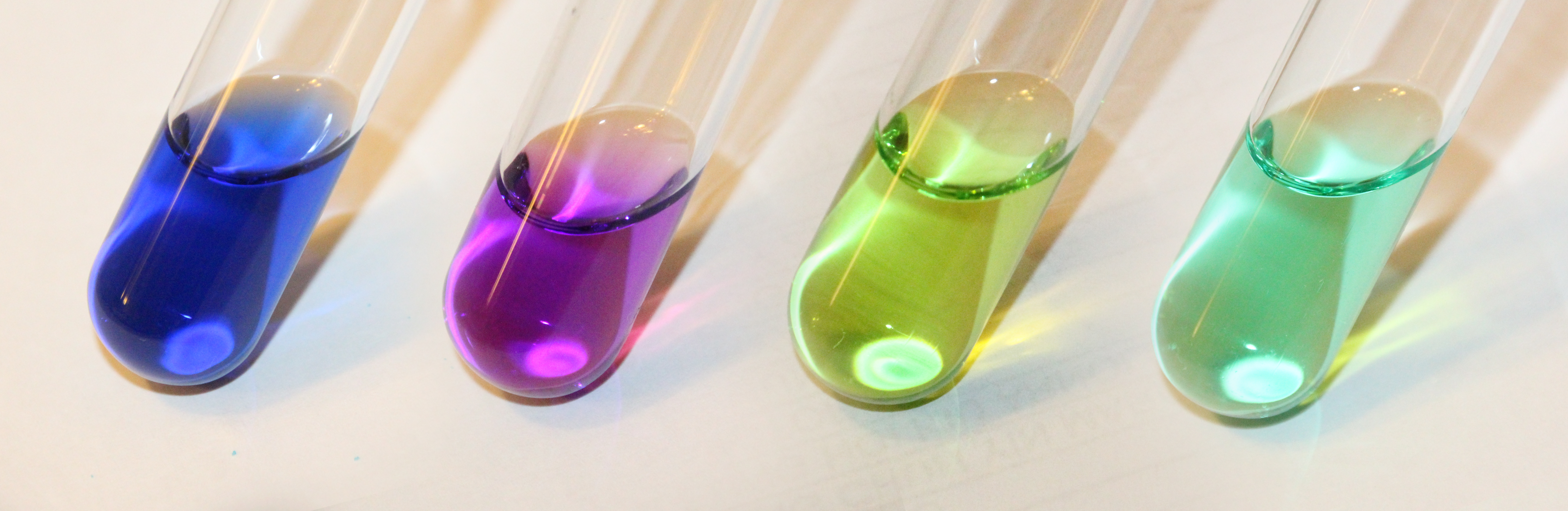
Couleur de divers complexes de Ni(II) en solution aqueuse. De gauche à droite : [Ni(NH_{3})_{6}]^{2+}, [Ni(en)_{3}]^{2+}, [Ni(H_{2}O)_{5}Cl]^{+} et [Ni(H_{2}O)_{6}]^{2+}.

Certains complexes du chlorure de nickel existent en équilibre entre deux types de géométries. Ces exemples sont des illustrations importantes de l'isomérie structurelle pour une coordinence donnée. Par exemple, NiCl2(PPh3)2, contentant quatre ions Ni(II), existe en solution comme mélange entre une forme carré plan diamagnétique et une forme tétraédrique paramagnétique. Les complexes du nickel à géométrie carré plan peuvent souvent forment des adduits penta-coordonnés.
NiCl2 est un précurseur des complexes acétylacétonate Ni(acac)2(H2O)2 et du complexe (Ni(acac)2)3 soluble dans le benzène, lui-même précurseur du Ni(1,5-cyclooctadiène)2, un important réactif en chimie organique du nickel.
En présence d'absorbeur d'eau, le chlorure de nickel(II) hydraté peut réagir avec le diméthoxyéthane (dme) pour former le complexe moléculaire NiCl2(dme)2. Les ligands dme ligands de ce complexe sont labiles ; par exemple ce complexe peut réagir avec le cyclopentadiénure de sodium pour donner le nickelocène, un « composé sandwich ».

### Synthèse organique
Le  chlorure de nickel et son hydrate peuvent être occasionnellement utiles en synthèse organique, notamment comme catalyseur, utilisé de la même manière que le chlorure d'aluminium.
Il est utilisé :
- comme acide de Lewis doux, par exemple pour l'isomérisation régiosélective des diénols:

- en combinaison avec le chlorure de chrome(II) (CrCl2) pour le couplage entre un aldéhyde et un iodure vinylique pour former des alcools allyliques ;
- pour des réductions sélectives en présence de LiAlH4, par exemple pour la conversion des alcènes en alcanes.
- comme précurseur du borure de nickel, préparé in situ à partir de NiCl2 et de NaBH4. Ce composé se comporte comme le nickel de Raney, un catalyseur utile pour l'hydrogénation de composés carbonylés insaturés ;
- comme précurseur de nickel finement divisé par réduction par le zinc, utilisé pour la réduction des aldéhydes, alcènes et composés aromatiques nitro. Ce réactif permet aussi de favoriser les réactions d'homo-couplage, du type 2RX → R-R où R est un aryle ou un vinyle.
- comme catalyseur pour la synthèse de dialkylarylphosphonates à partir de phosphites et d'iodures d'aryle (ArI):

ArI + P(OEt)3 → ArP(O)(OEt)2 + EtI

### Autres
Les solutions de chlorure de nickel sont également utilisées pour l'électrodéposition de nickel sur d'autres objets métalliques.

## Sécurité
Le chlorure de nickel(II) est irritant par ingestion, inhalation, contact avec la peau ou les yeux. Des expositions prolongées au nickel peuvent provoquer des cancers.